# Reinhold Felderhoff

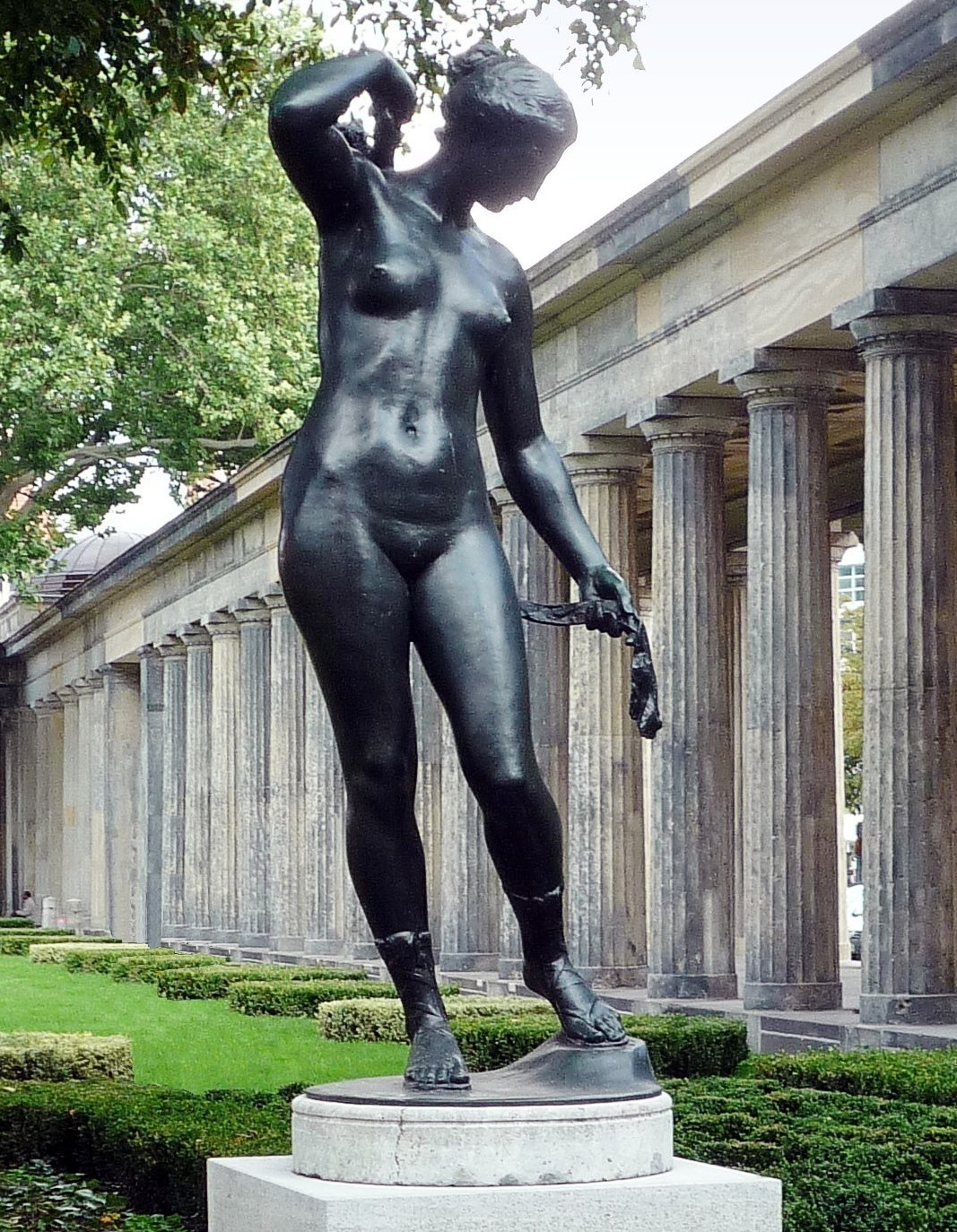
Posąg Diane w Berlinie

Reinhold Carl Thusmann Felderhoff (ur. 25 lutego 1865 w Elblągu, zm. 18 grudnia 1919 w Berlinie) – rzeźbiarz pruski, mieszkający w Berlinie.
W swoim bogatym dorobku twórczym posiada m.in. niezachowane do dziś:
- zamówiony przez Krajową Komisję Sztuki posąg żołnierza brandenburskiego zdobiący swego czasu tzw. fontannę Felderhoffa w Poznaniu
- Pomnik Amfitryty w Szczecinie